# Isadora Duncan
Isadora Duncan (San Francisco, 1877. május 26. – Nizza, 1927. szeptember 14.) amerikai táncosnő, akit a táncművészet megújítójának, a modern táncművészet alapítójának tartanak. Szakított a klasszikus balett hagyományaival, a szokásoktól eltérően klasszikus zenére táncolt, mozdulatait a „természetesség jegyében” ókori görög mintára alkotta meg. Mezítláb, görög tógára emlékeztető ruhában táncolt. Előadásait nem csak zenei darabok, de műalkotások (festmények, költemények) is ihlették. Szabad szellemű, emancipált nőnek tartották, akinek gondolkodásmódja (és életvitele) megelőzte korát.

## Élete
Ír bevándorlók családjában született San Franciscóban. Édesanyja zongoraleckéket adott, a művészetek iránti szeretetre ő nevelte Isadorát, aki már gyerekkorában pénzért táncolt, és más gyerekeket tanított táncolni. Sosem voltak gazdagok, így folyton költöztek a nyomor elől az Egyesült Államokon belül, majd Európában is. Európában Isadora először kerti partikon és kisebb összejöveteleken lépett fel, de híre gyorsan terjedt, szinte az egész kontinensen turnézott. Budapesten 1902-ben lépett fel az Uránia Színházban:
Egyik este jeleztem a zenekarnak, hogy ráadásul játsszák el Strauss Kék Duna keringőjét, amelyre aztán rögtönözve táncoltam. A siker frenetikus volt. A közönség felugrálva ünnepelt szinte szünet nélkül
Ahogy ismertsége egyre nőtt, Isadora elkezdett tánciskolákat nyitni szerte Európában. Míg karrierje szárnyalt, magánélete többnyire szerencsétlen volt. Két gyermeke, a Gordon Craig díszlettervezőtől született Deirdre és a Paris Singer milliárdostól született Patrick, egy tragikus autóbaleset következtében a Szajnába fulladtak.
1917-ben ismerkedett meg Mercedes de Acosta költőnővel, akivel hosszan tartó, szenvedélyes szerelmi viszonyt kezdett.
1922-ben Isadora Oroszországba utazott, ahol a bolsevik forradalomtól elragadtatva azonnal iskolát nyitott. Itt ismerte meg Szergej Jeszenyin költőt, aki 18 évvel volt fiatalabb nála. A szőke, kék szemű, akkor már erősen italozó Jeszenyin költészete és kisugárzása rabul ejtette Isadorát, bár egy szót sem tudtak váltani egymással, mert a nő nem beszélt oroszul, a költő pedig sem angolul, sem franciául. Isadorát vonzotta a költő kettős jelleme, amit Duncan így hívott: „angyal és ördög”. Házasságuk nem tartott sokáig, Jeszenyin depresszív hajlama és Duncan hisztérikussága nem fért meg egymás mellett. Nem sokkal később Jeszenyin öngyilkos lett.
Volt férje halálát követően Duncan a francia tengerparton telepedett le, itt érte a halál 1927-ben. Egy sportkocsi kipróbálása közben sálja beleakadt a kerékbe és megfojtotta az asszonyt.

## Megfilmesítések
1968-ban Vanessa Redgrave főszereplésével emlékfilm készült az életéről Isadora címmel. 2005-ben a Jeszenyin című orosz televíziós minisorozatban Sean Young személyesítette meg.

## Könyve magyarul
- Életem; ford. Galamb Zoltán, Nagy Borbála; L'Harmattan, Bp., 2009 (Tánctörténet)

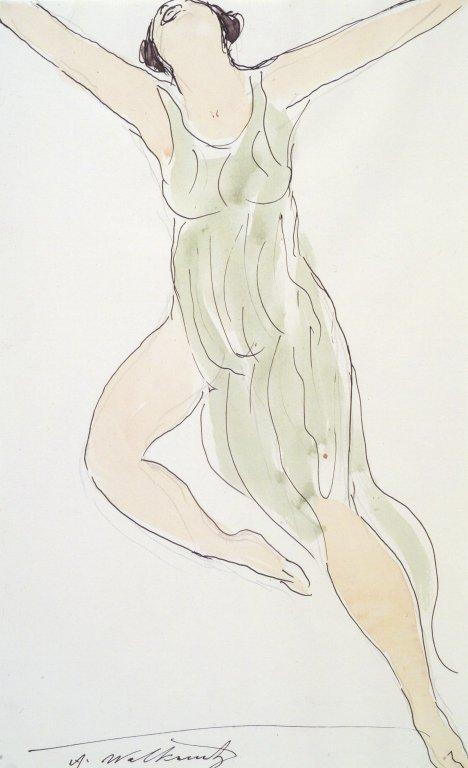
Abraham Walkowitz rajza